# Имперское контрольное ведомство НСДАП
Имперское контрольное ведомство НСДАП (нем. Reichszeugmeisterei der NSDAP (произносится рейхсцойгмастерай), или сокращённо RZM (рус. эр-це-эм)) — первый и в дальнейшем высший координационно-контрольный орган с местонахождением центрального аппарата в г. Мюнхене, существовавший с 1934 по 1945 гг. в нацистской Германии, задачей которого было осуществлять контроль за качеством поставляемых материалов и изготовлением форменной одежды и снаряжения, а также снабжением и продажей этих изделий структурным подразделениям и организациям НСДАП.
В 1945 году после поражения нацистской Германии во Второй мировой войне ведомство, как и все учреждения НСДАП, было ликвидировано.

## Создание и выполняемые задачи

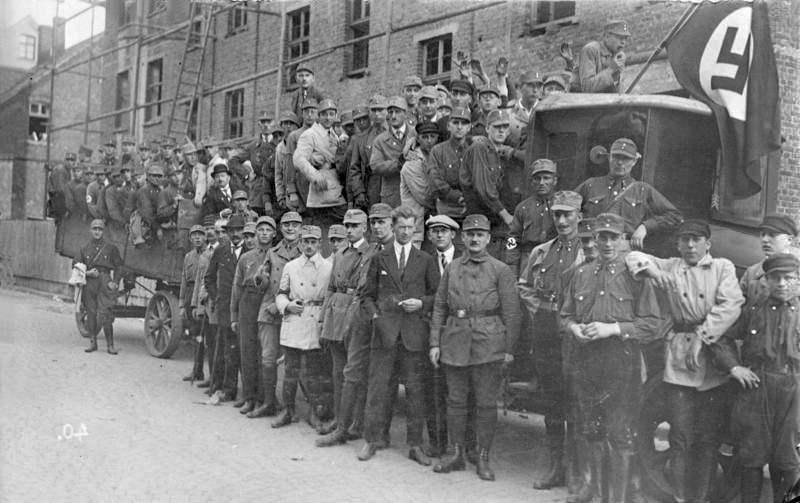
Отдел СА из Эссена во главе Йозефом Тербовеном (в гражданском) по дороге на партийный съезд в Веймар. Июль 1926 г.
На снимке видно, что штурмовики ещё единообразно не обмундированы.

Первые годы своего существования члены НСДАП и СА не были облачены в единообразную форменную одежду, большинство из них носило разномастную верхнюю одежду, серые кепки и нарукавные повязки со свастикой.
После снятия запрета на деятельность НСДАП Адольф Гитлер уже в 1925 году в своих «Директивах по реорганизации НСДАП и СА» (Richtlinien zur Neuaufstellung von NSDAP und SA) указывал на обязательное ношение штурмовиками форменных коричневых рубашек с тем, чтобы исключить ошибки узнавания друг друга в уличных боях, которые в преддверии многочисленных выборов во времена Веймарской республики были само собой разумеющимся фактом.

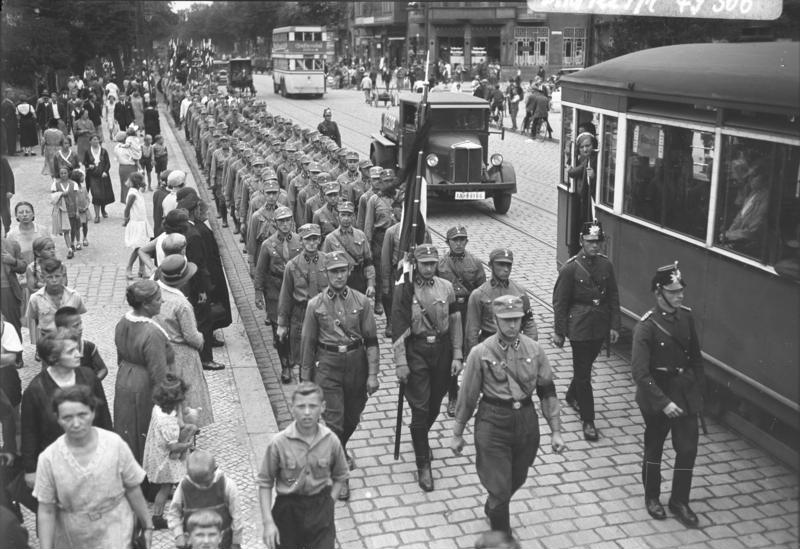
Штурмовики в новой единой униформе со знаками различия в колонном марше в Шпандау.
Берлин, 1932 г.

В 1927 году для внесения единообразия в форменную одежду СА, состоявшей к тому времени из коричневых рубашек, галифе и сапог, были введены коричневые кепи и цветные знаки различия. Вся униформа в период с 1926 по 1927 гг. должна была приобретаться исключительно через «Хозяйственный отдел СА» (SA-Wirtschaftsstelle) в Мюнхене.
До 1933 года на национал-социалистах однако не всегда была единая униформа по той причине, что многие из них не имели средств на её приобретение, при этом многочисленные распоряжения и запреты препятствовали самостоятельному изготовлению формы.
В связи со значительным ростом формирований штурмовиков Гитлер поручил руководству СА создать «Zeugmeisterei» (Ведомство по контролю за пошивом, изготовлением, снабжением обмундированием, его элементами, снаряжением, различными принадлежностями и аксессуарами). Впоследствии аналогичные ведомства были созданы также в ряде других крупных городов нацистской Германии.
Координация деятельности всех этих ведомств была возложена на институцию в Мюнхене, что обусловило присвоение ему названия «Reichszeugmeisterei» (далее — RZM).

## Организация

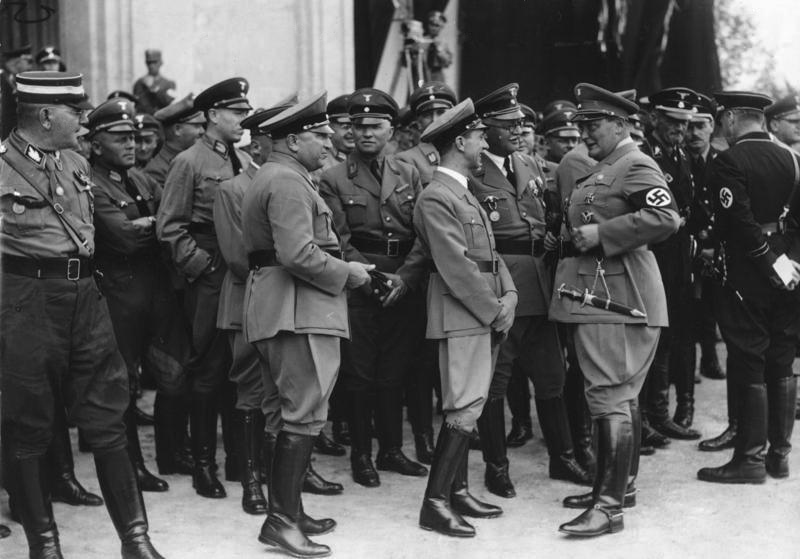
Съезд НСДАП в Нюрнберге 1936 г. Перед конгресс-залом «Луитпольдхалле» в ожидании появления фюрера (правая группа слева направо):
рейхсминистр д-р Й.Геббельс, рейхсляйтер Ф. К. Шварц, Министр-президент Г. Геринг

В 1930 году все названные ведомства контроля были подчинены рейхшацмастеру (управляющему финансами) НСДАП или рейхсляйтеру Ксаверу Шварцу.
Запланированное уже на 1933 год предоставление ведомству RZM монопольного права по выдаче разрешительных патентов на производство и торговлю обмундированием и амуницией было закреплено в 1934 году с принятием закона «О защите правительства народного возрождения от коварных посягательств на государство, партию и форменную одежду» от 30 декабря 1934 года (Gesetz gegen heimtückische Angriffe auf Staat und Partei und zum Schutz der Parteiuniformen), одновременно оно было преобразовано в Главное управление VIII хозяйственного отдела НСДАП.
С этого момента все партийные структурные подразделения и связанные с ними организации должны были координировать собственное снабжение форменной одеждой и снаряжением только через это ведомство.

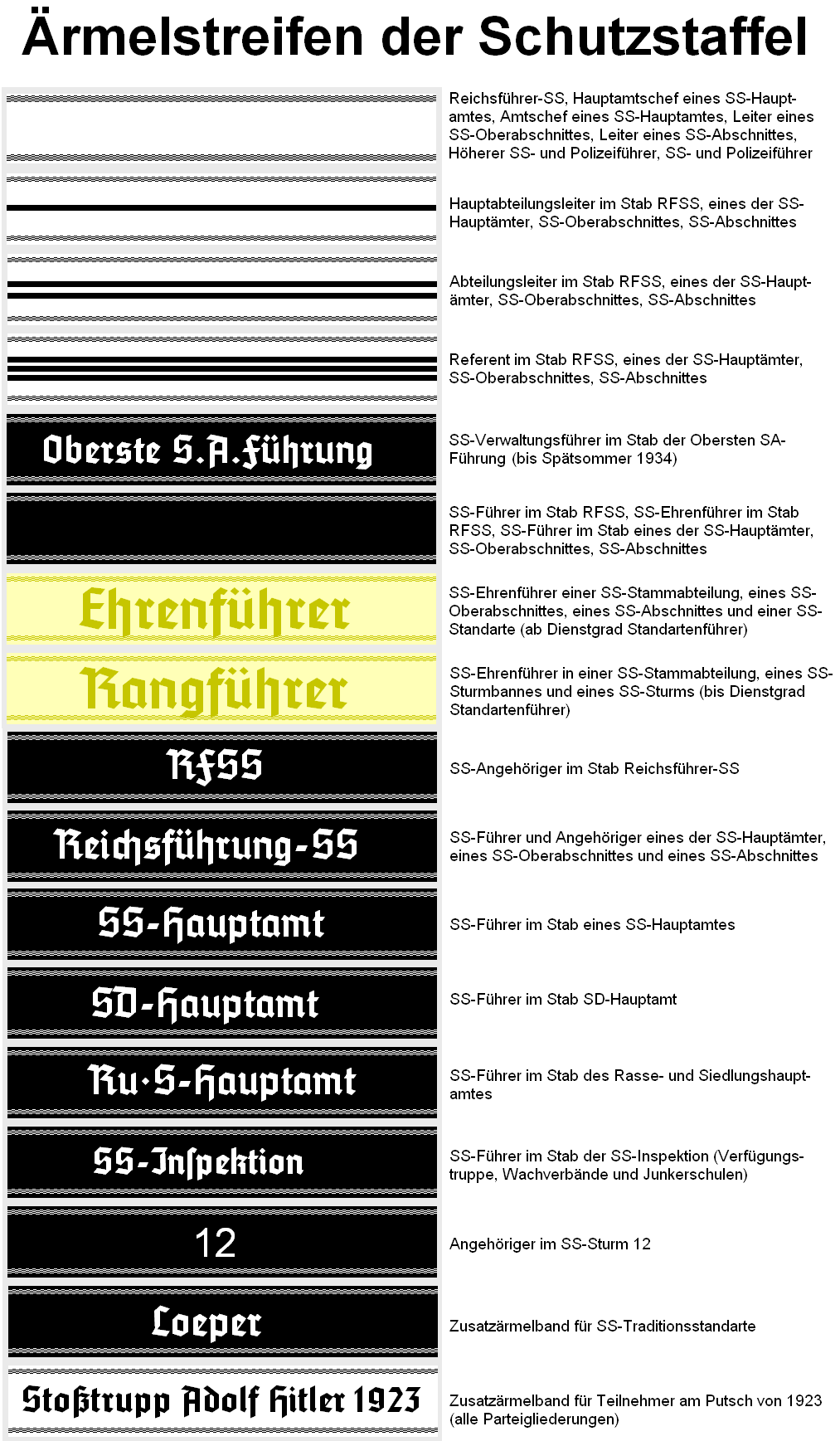
Нарукавные нашивки подразделений СС, за изготовлением и снабжением которыми ведомство RZM осуществляло строгий контроль

Ведомство RZM полностью регламентировало всю деятельность по изготовлению и снабжению обмундированием и снаряжением, определяя и разрабатывая стандарты на изготовление, производство и качество поставляемых материалов и выпускаемой продукции, вплоть до сопутствующей производству таблицу цветов тканей для текстильной промышленности.
Хорошо различимый «защитный знак ведомства RZM НСДАП» на изделии, включавший, помимо сведений в виде кода об отрасли, группе изделий и года изготовления, ещё и идентификационный номер фирмы-производителя, в обязательном порядке должен был либо пришит к изделию, либо на него наносился штемпель, либо промышленная маркировка наносилась на изделия из металла с помощью гравирования и штамповки.
Без разрешительного патента RZM, за получение которого оплачивалась пошлина, ни одно предприятие не имело права продавать или изготавливать предметы форменной одежды или снаряжения подразделениям и организациям НСДАП. По сведениям ведомства RZM, уже к середине 1934 года на всей территории рейха около 15 000 крупных и мелких производств , 
1 500 уличных торговцев, 75 000 пошивочных мастерских и 15 000 торгующих заведений, так называемых «коричневых магазинов» (braune Läden), получили этот разрешительный документ.

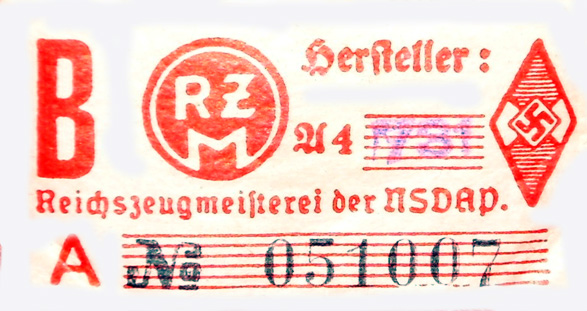
Ярлык с маркировкой изделия для гитлерюгенда:
1 — клеймо контрольного ведомства RZM; 2 — В — изделие из ткани; 3 — М4/31 — фирма «Max Haufe, Grossrohrsdorf» (согласно перечню); 4 — А — снаряжение; № 051007 — артикул изделия

Фирмы, стремившиеся поставлять продукцию НСДАП, обязаны были получить лицензию ведомства RZM c присвоением порядкового номерного кода, которым маркировались производимые ими изделия. При этом качество продукции подвергалось строгому контролю со стороны ведомства RZM. В случае, если продукция той или иной фирмы переставала отвечать требованиям качества, фирма-производитель лишалась номера-кода RZM , и право производства данного(ых) изделия(ий) переходило непосредственно НСДАП.
Испытание различных видов продукции осуществлялось сначала с привлечением ветеранов и инвалидов Первой мировой войны, затем с началом Второй мировой войны — военнопленных. В Мюнхене осуществлялись частично складирование и отправка адресатам всех видов обмундирования и амуниции.
Снабжение вооружением, боеприпасами и другим снаряжением в нацистской Германии осуществлялось и контролировалось Управлением вооружений сухопутных сил(Heereswaffenamt).

## Здание ведомства

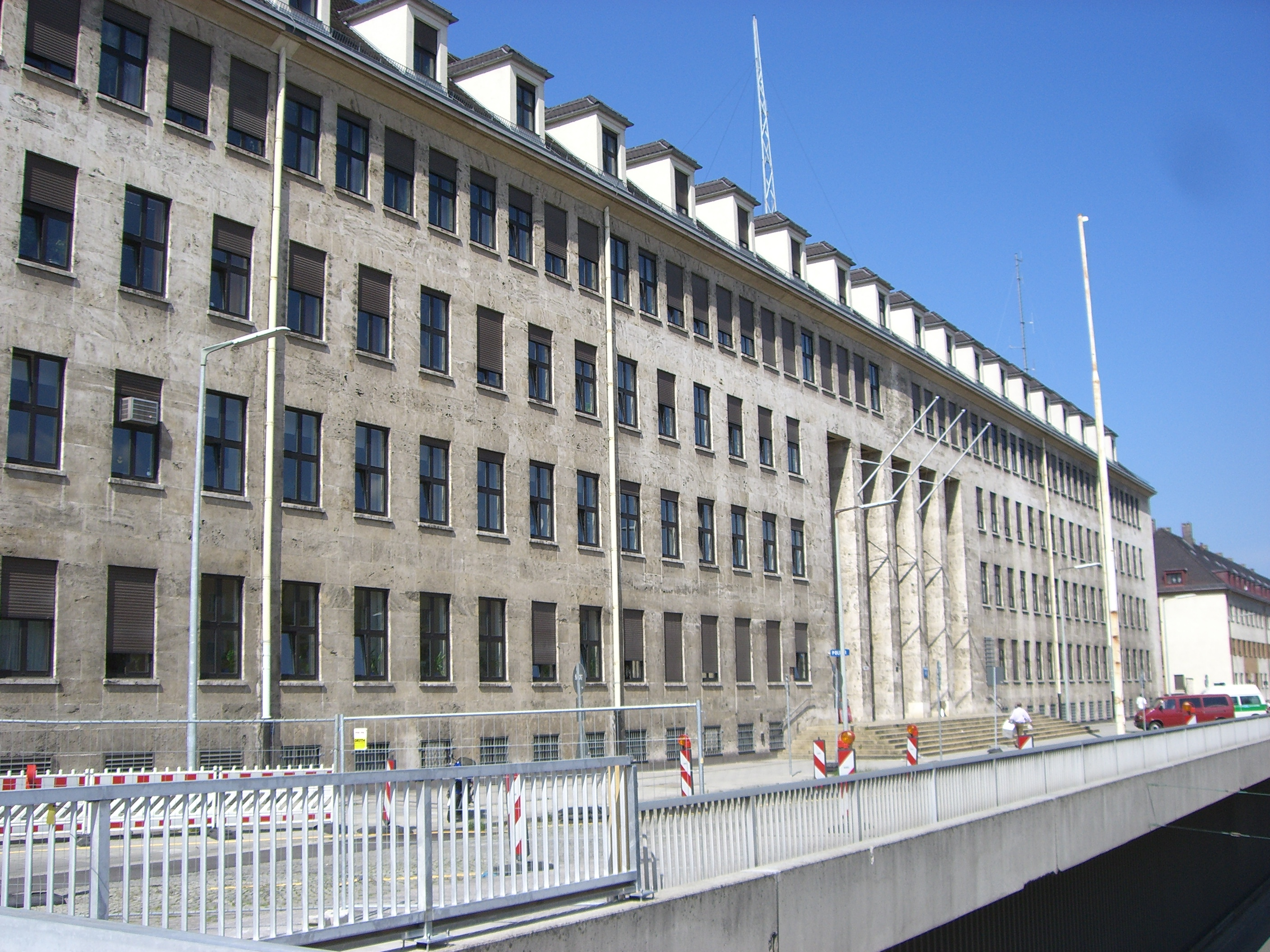
Бывшее здание ведомства RZM в Мюнхене. Городской район Гизинг (Giesing) по обе стороны Тегернзее Ландштрассе (Tegernseer Landstraße). 2007 г.

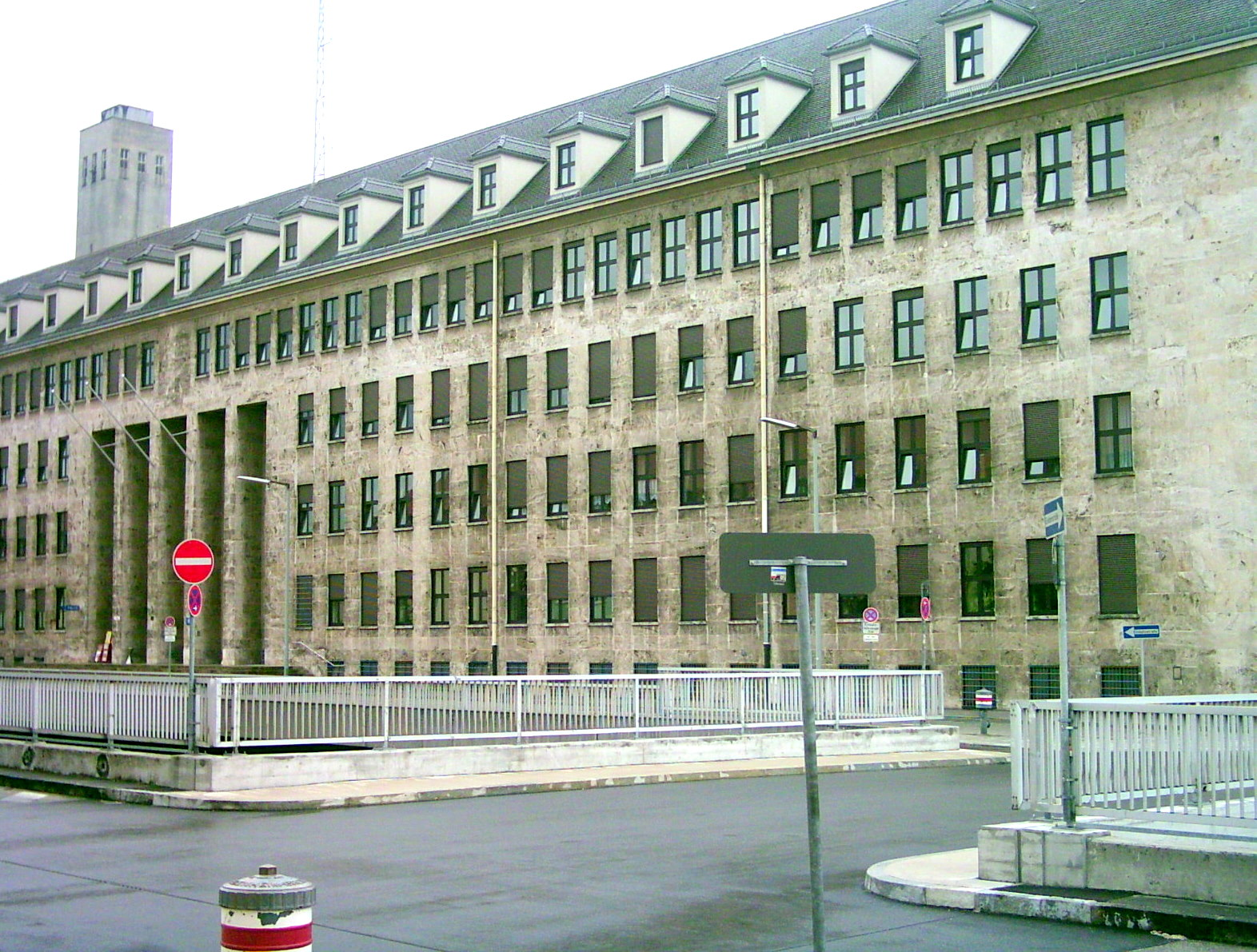
Бывшее здание ведомства RZM, снятое с другой перспективой. 2007 г.

Здание ведомства RZM в Мюнхене представляет собой примечательный образец архитектуры нацистской Германии. Оно было построено в период с 1935 по 1937 гг. мюнхенскими архитекторами Паулем Хофером (Paul Hofer) и Карлом Иоганном Фишером (Karl Johann Fischer) с включением в комплекс старого фабричного здания.
За фасадом из природного строительного камня скрывается необычное сооружение — это заполненные кирпичной кладкой стальные каркасные конструкции.  В ходе работ впервые был применён разработанный фирмой Фридрих Крупп АГ (Friedrich Krupp AG) строительный метод: потолки внутренних помещений и сама крыша здания были покрыты стальными плитами — для лучшей защиты от воздушных налётов.
С включением Баварии в американскую оккупационную зону в 1945 г. в здании, после демонтажа с арки главного входа имперского орла и свастики, размещалась американская военная администрация. После вывода американских войск из мест дислокации в Мюнхене в 90-е годы, в здании разместилось Главное управление полиции Мюнхена.

## Особенности маркировки RZM
| Номер-код RZM bg/####/yy читается как: - b = отрасль производства - g = группа изделий - # = номер фирмы-изготовителя - yy = год производства; показывался не всегда Отрасли производства кодировались как: - W = изделия из шерсти - D = обмундирование - K = одежда - B = изделия из ткани - A = снаряжение - L = изделия из кожи - M = изделия из металла | Маркировка по отраслям и группам изделий: - M1 — основной поставщик - M2 — фирма подрядчик - M3 — элементы символики или знаки отличия - M4 — ремнёвые пряжки - M5 — предметы обмундирования - M6 — изделия из алюминия - M7 — кинжалы, кортики, ножи - M7h — фирма-подрядчик для группы М7 - M8 — изделия из металла - M9 — памятные значки и знаки - M10 — музыкальные инструменты - M11 — знаки отличия НСДАП за безупречную службу - M12 — знаки отличия НСДАП за безупречную службу в миниатюре |

Пример маркировки: RZM M4/72

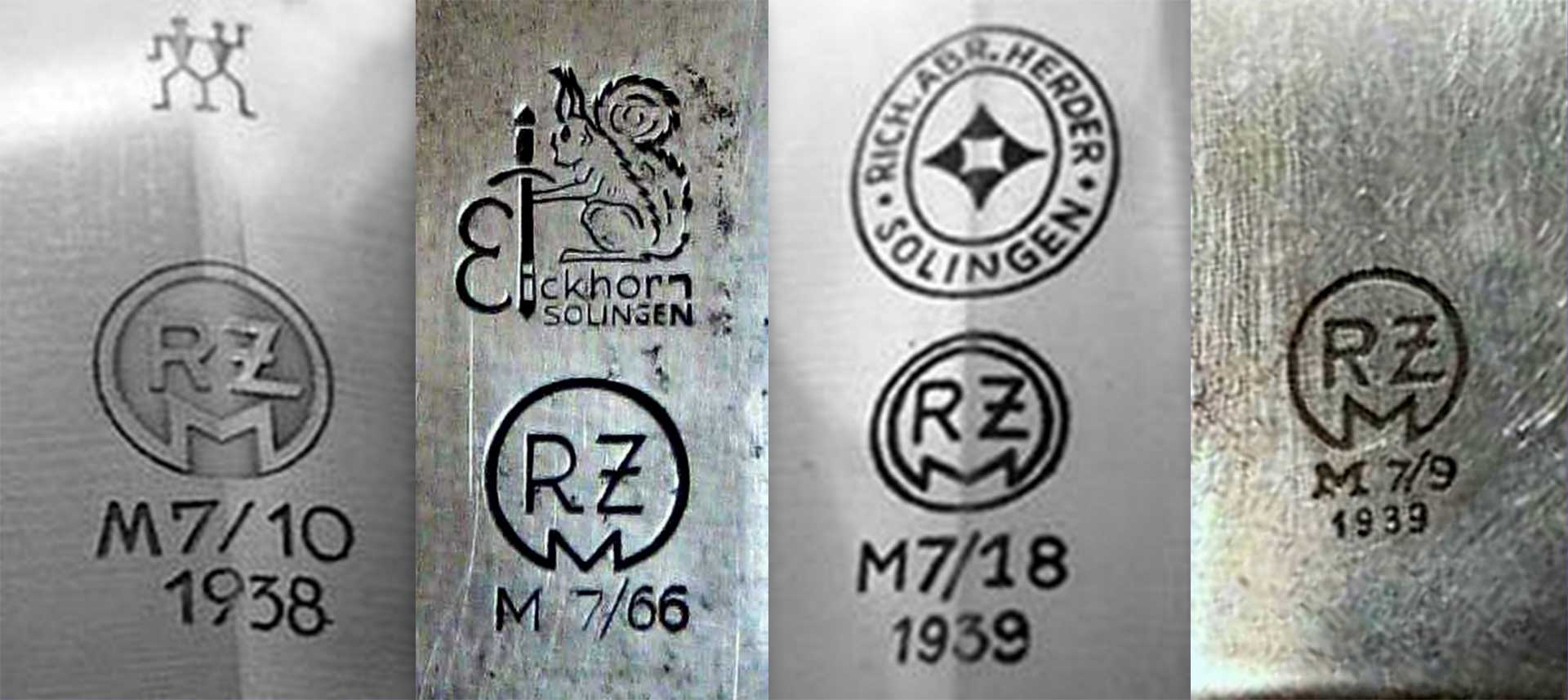
Примеры маркировки RZM (см. слева направо) кинжалов (1,3) и ножей гитлерюгенда (2,4) продукции фирм-изготовителей, получивших разрешительный патент имперского ведомства.

- 72 — идентификационный номер/номер фирмы-изготовителя «Вильгельм Дойм»(Wilhelm Deum) из Люденшайда (Lüdenscheid)
- М4 — обозначает изделия из металла (М) и пряжки для ремня (4)

В нацистской Германии для различных видов обмундирования и снаряжения существовали сотни всевозможных номеров-кодов RZM. Однако на образцах униформы и амуниции частей сухопутных сил, ВВС и ВМФ подобная маркировка отсутствовала, так как части и соединения этих родов войск к структурным подразделениям НСДАП не относились.

## Комментарии
1. ↑  В связи с тем, что данный военно-политический термин времён нацизма не имеет в русском языке ни полного, ни частичного лексического соответствия, для воспроизведения реалии необходима транслитерация.
2. ↑  Закон «О защите правительства народного возрождения от коварных посягательств на государство, партию и форменную одежду» от 30 декабря 1934 года, более известный как «закон о коварстве» (Heimtückegesetz), устанавливавшего наказания за преступления и правонарушения в отношении «изменнических нападок» на государство, партию и форменную одежду. В частности, под запрет подпадало изготовление, хранение или продажа обмундирования и знаков различия НСДАП без разрешения партийных органов. Нарушение запрета могло караться тюремным заключением сроком до двух лет.
3. ↑  Сравнимо с известным в Европе со времён Средневековья строительным методом фахверка, являющимся строительной конструкцией из расположенных под разным углом деревянных систем стоек, подкосов и обвязок, пространство между которыми заполняется строительныи материалом.